# Morpho ockendeni
Morpho ockendeni är en fjärilsart som beskrevs av Rothschild 1916. Morpho ockendeni ingår i släktet Morpho och familjen praktfjärilar. Inga underarter finns listade i Catalogue of Life.